# Antonio Salutini
Antonio Salutini (Liorna, 17 d'octubre del 1947) va un ciclista i posteriorment director esportiu italià.
Com a ciclista fou professional des del 1970 al 1978, destacant el seu paper com a gregari de Franco Bitossi. Un cop retirat ha format part de la direcció esportiva de diferents equips com el Saeco o el Domina Vacanze entre d'altres.

## Palmarès
- 1968
  - 1r al Giro de les dues províncies

### Resultats al Giro d'Itàlia
- 1977. 67è de la classificació general